# Вагай (Омутинский район)
Вагай — село в Омутинском районе Тюменской области (Россия). Является центром Вагайского сельского поселения. В селе расположена одноимённая железнодорожная станция.
В 1948 году Вагай получил статус посёлка городского типа. С 1992 года Вагай — сельский населённый пункт.

## Население
| 1959 | 1970  | 1979  | 1989  | 2010  | 2021  |
| ---- | ----- | ----- | ----- | ----- | ----- |
| 4083 | ↘4079 | ↘3570 | ↘3437 | ↘2671 | ↗3185 |